# Sanzen
Nello Zen Rinzai (ma non solo) lo Sanzen è il momento di incontro personale tra maestro e discepolo.
Esso avviene di norma nel corso di una sesshin (pratica prolungata di zazen).
Si utilizza per chiedere il kōan al maestro o per rispondere ad esso.
È di breve durata e durante questo incontro non sono generalmente ammesse domande razionali, poiché la trasmissione della conoscenza da maestro ad allievo avviene per definizione da cuore a cuore, al di fuori quindi da categorie logiche.
È simile al dokusan.